# Betsaida
Betsaida (Betsaída; in greco antico: Βηθσαΐδα?, Bēthsaḯda, o Βηθσαϊδά, Bēthsaïdá; in ebraico בית צידה‎?, Bēṯ Ṣayḏā, "casa della pesca") era una cittadina della Gaulanitide, al confine con la Galilea, a nord del Lago di Tiberiade, citata nella Bibbia. Il Vangelo di Giovanni 1,44 e 12,21 riporta che vi nacquero gli apostoli Pietro, Andrea e Filippo.

## Bibbia
Secondo il Vangelo di Marco 8,22-26 Gesù vi compì il miracolo della guarigione di un cieco.
Secondo il Vangelo di Luca 9,10-17 Gesù vi compì nelle vicinanze il miracolo della moltiplicazione dei pani e dei pesci per cinquemila uomini.
In un altro passo (Matteo 11,21), Gesù rimprovera Betsaida poiché non s'è convertita nonostante abbia assistito a numerosi miracoli.

## Il ritrovamento
Nella letteratura rabbinica il sito era ben noto come una città situata ai confini storici della terra dI Israele. Secondo i dati del II secolo d.C., Rabbi Shimon ben Gamliel e l'imperatore Adriano parlano del pesce abbondante e degli uccelli presenti in città. Nonostante esistessero numerose fonti letterarie nei periodi ellenistico e romano, i successivi pellegrini cristiani, soprattutto durante il Medioevo, non sono riusciti ad accertare la sua posizione.
Nel 1987 l'archeologo israeliano Dr. Rami Arav intraprese dieci giorni di saggi su Et-Tell (letteralmente "la collina"), situato in Israele a 2 km dalla costa nord-orientale del Mar di Galilea per determinare se i 21 acri individuati col sistema ricognitivo fossero la copertura di Betsaida. Le sue prime conclusioni furono promettenti, ma il dottor Arav sapeva che occorreva un lavoro più complesso per rivelare gli strati più antichi. L'indagine del sito iniziò nel 1990, quando il dottor Arav e diversi colleghi provenienti da tutto il mondo si unirono per formare il Consorzio del Progetto Betsaida Scavi (CBEP), che da allora è parte integrante del Programma di Studi Internazionali presso l'Università del Nebraska a Omaha, con lo scopo di scavare l'antica città, ricercare dai resti dei dati riconoscibili e diffondere le conclusioni per il pubblico accademico e per la gente comune.
La campagna scavi del 1996, oltre a portare alla luce la città ellenistico-romana di Betsaida, condusse ad una scoperta sorprendente. Furono rinvenuti i resti di una porta civica dell'Età del Ferro (tempo della Bibbia ebraica) che hanno portato gli studiosi su un nuovo filone di ricerca. Diventava necessario indagare i resti di un periodo storico che nessuno si aspettava di trovare sotto le evidenze di età ellenistico-romane. Oggi si ritiene che nell'Età del Ferro Betsaida sia stata la capitale del regno di Gheshur. Tale regno è citato nella Bibbia ebraica per la visita del re Davide e il suo successivo matrimonio con Ma'achah, la figlia del re di Gheshur. Le ultime quattro stagioni di scavi si sono concentrate in larga misura sul settore dell'Età del Ferro e sul complesso delle coeve porte urbiche (tra le più grandi e meglio conservate della regione) e il collegamento viario tra queste e un palazzo scavato in precedenza.